# ثيرزينفيس

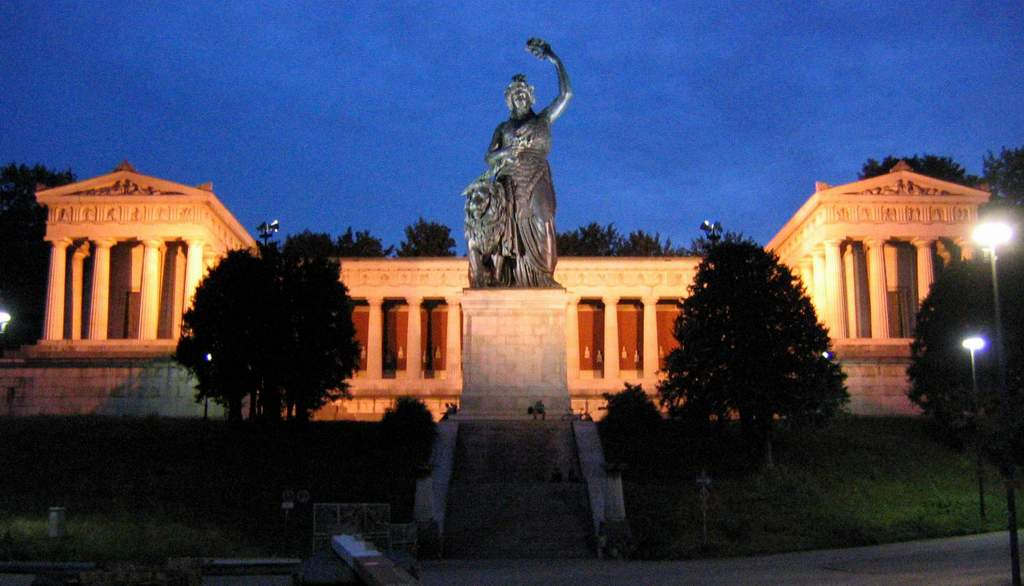
نصب بافاريا فوق ثيرزينفيس

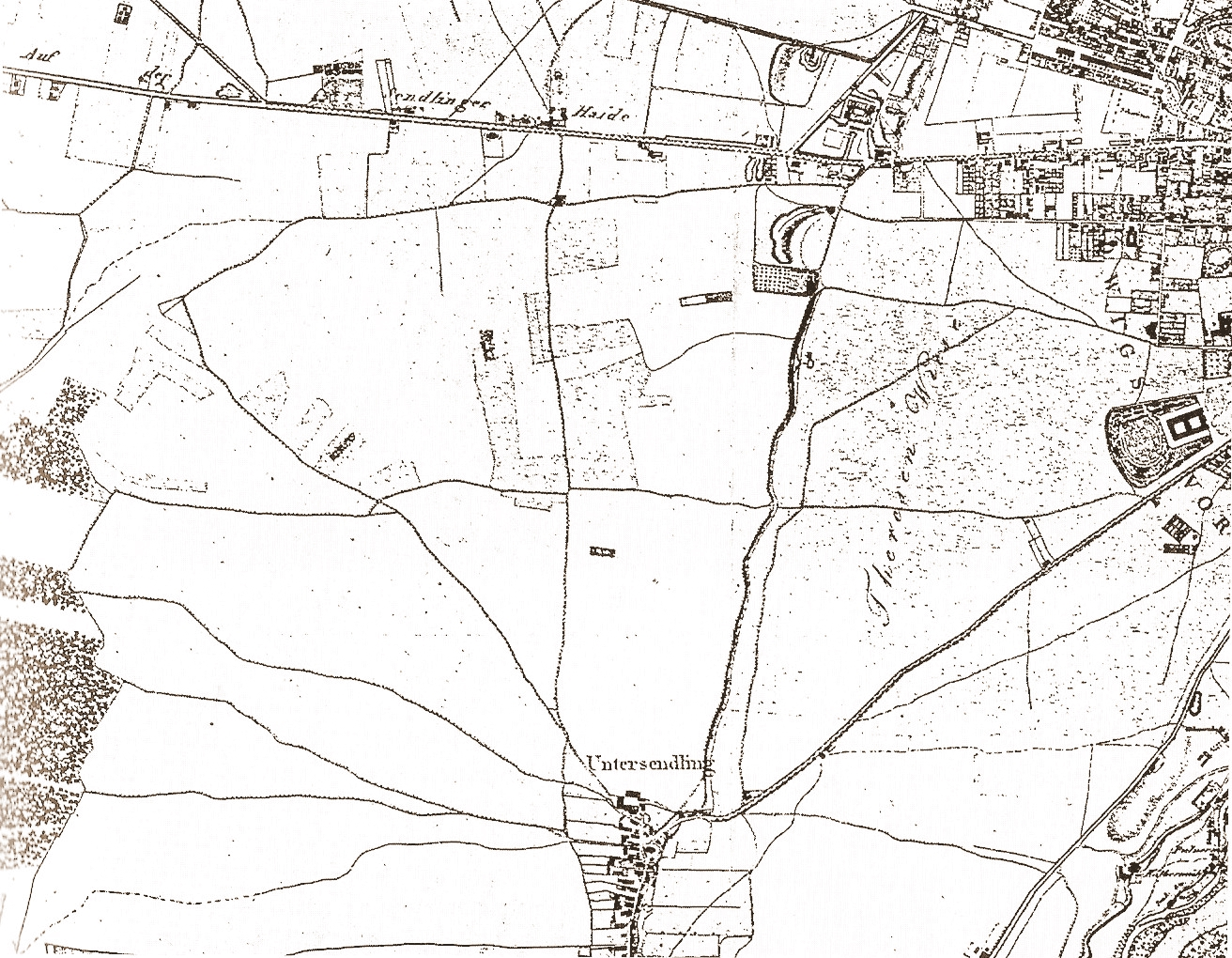
خريطة ميونخ وسيدلينغ مع ثيرزينفيس، 1812

ثيرزينفيس هي مساحة مفتوحة في حي ميونخ (Boroughs of Munich) في لودفيغ أوفشتات - إيزافوشتات (Ludwigsvorstadt-Isarvorstadt). وهو بمثابة الأرضية الرسمية لمهرجان ميونخ أوكتوبرفست. مساحة تبلغ 420,000 متر مربع (4,500,000 قدم مربع) ، يحدها من الغرب الرومشال ونصب بافاريا، رمز ولاية بافاريا، ومن الشرق إسبرانتوبلاتز، وهي ساحة سُميت على اللغة الدولية إسبرانتو. هناك، نصب تذكاري لذكرى ضحايا تفجير أوكتوبرفست (Oktoberfest bombing) 1980. يوفر الطريق الدائري في بافاريا، إمكانية الوصول إلى حركة الزائرين. في الشمال تظهر أبراج القديس بولس (St. Paul's Church, Munich).